# Клюквинский
Клюквинский — посёлок в Курском районе Курской области России. Входит в состав Лебяженского сельсовета.

## География
Посёлок находится в центральной части Курской области, в пределах южной части Среднерусской возвышенности, в лесостепной зоне, к северу от реки Сейм, к востоку от автодороги М2, на расстоянии примерно 5 километров (по прямой) к востоку от города Курска, административного центра района и области. Абсолютная высота — 183 метра над уровнем моря.

### Климат
Климат характеризуется как умеренно континентальный, с относительно жарким летом и умеренно холодной зимой. Среднегодовая температура воздуха — 5,5 °С. Средняя температура воздуха самого тёплого месяца (июля) — 18,7 °C (абсолютный максимум — 37 °С); самого холодного (января) — −9,3 °C (абсолютный минимум — −35 °С). Безморозный период длится около 152 дней. Среднегодовое количество атмосферных осадков составляет 587 мм, из которых 375 мм выпадает в период с апреля по октябрь. Снежный покров образуется в первой декаде декабря и держится в среднем 125 дней.

### Часовой пояс
Посёлок Клюквинский, как и вся Курская область, находится в часовой зоне МСК (московское время). Смещение применяемого времени относительно UTC составляет +3:00.

## Население
| 2002 | 2010 |
| ---- | ---- |
| 84   | ↗90  |

### Половой состав
По данным Всероссийской переписи населения 2010 года в половой структуре населения мужчины составляли 46,7 %, женщины — соответственно 53,3 %.

### Национальный состав
Согласно результатам переписи 2002 года, в национальной структуре населения русские составляли 89 %.

## Инфраструктура
Личное подсобное хозяйство. В посёлке 43 дома.

## Транспорт
Клюквинский находится в 0,8 км от европейской трассы E 38 (Украина — Россия (Рыльск — Курск — Воронеж — Борисоглебск — Саратов — Ершов) — Казахстан), в 1,5 км от автодороги регионального значения 38К-019 (Курск — Большое Шумаково — Полевая ч/з Лебяжье), в 1 км от ближайшей ж/д станции Клюква (линия Клюква — Белгород).
В 117 км от аэропорта имени В. Г. Шухова (недалеко от Белгорода).